# Portelas (Lagos)
Portelas é uma aldeia no concelho de Lagos, na região do Algarve, em Portugal.

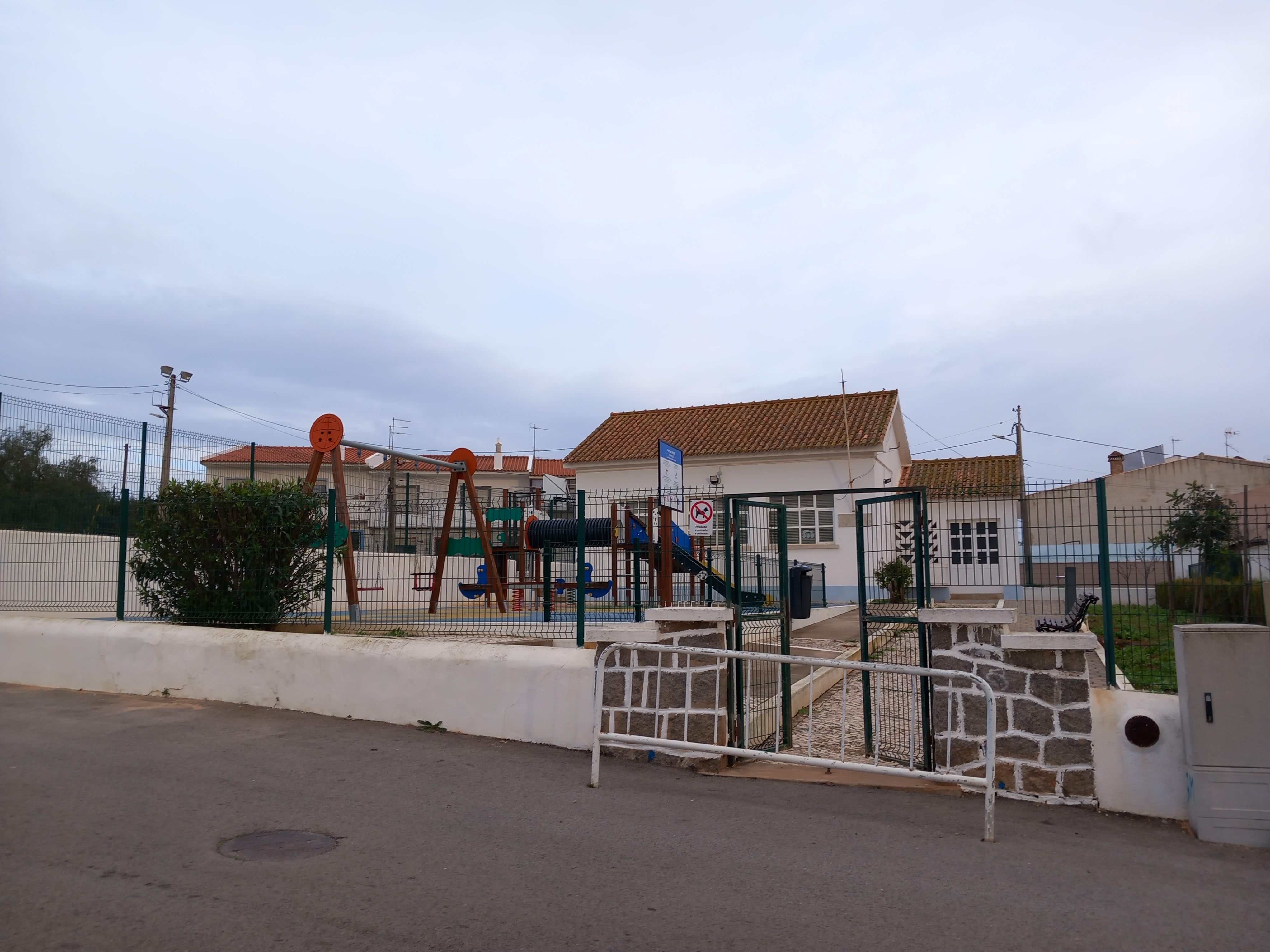
Edifício da Escola Primária, em 2024.

## Descrição e história
A aldeia das Portelas situa-se nas imediações da cidade de Lagos, perto da Ribeira de Bensafrim. Estava integrada na antiga freguesia de São Sebastião, que foi fundida com a de Santa Maria em 2013.
Uma das associações na aldeia é o Grupo Popular das Portelas, que se tem destacado pelo seu apoio na promoção de eventos desportivos, principalmente o ciclismo. Em termos de equipamentos públicos, Portelas conta com um parque bio saudável, espaço que foi instalado pela Câmara Municipal de Lagos com a finalidade de permitir «a prática informal de exercício físico ao ar livre para a população adulta».
Um dos pontos de abastecimento de água para o concelho situa-se junto a Portelas, nos lençóis freáticos do aquífero entre Almádena e Odiáxere. É também na área de Portelas que se situa a Estação de Tratamento das Águas Residuais de Lagos, inaugurada em 1995.
No ano lectivo de 2004 para 2005, a escola primária de Portelas foi encerrada pela Direcção Regional de Educação do Algarve, tendo sido um dos nove estabelecimentos de ensino a fechar na região devido à falta de alunos, naquele período. Esta medida foi apoiada pela vereadora da Educação da Câmara Municipal, Paula Couto, que afirmou que «as escolas que têm fechado em Lagos não eram um ponto de dinamização das aldeias, que já estavam mortas». Em Dezembro de 2010, cinco pessoas foram evacuadas de helicóptero por a casa onde residiam, na área Norte das Portelas, ter sido cercada pelas águas, após a Ribeira de Bensafrim ter subido as margens na sequência de chuvas intensas.

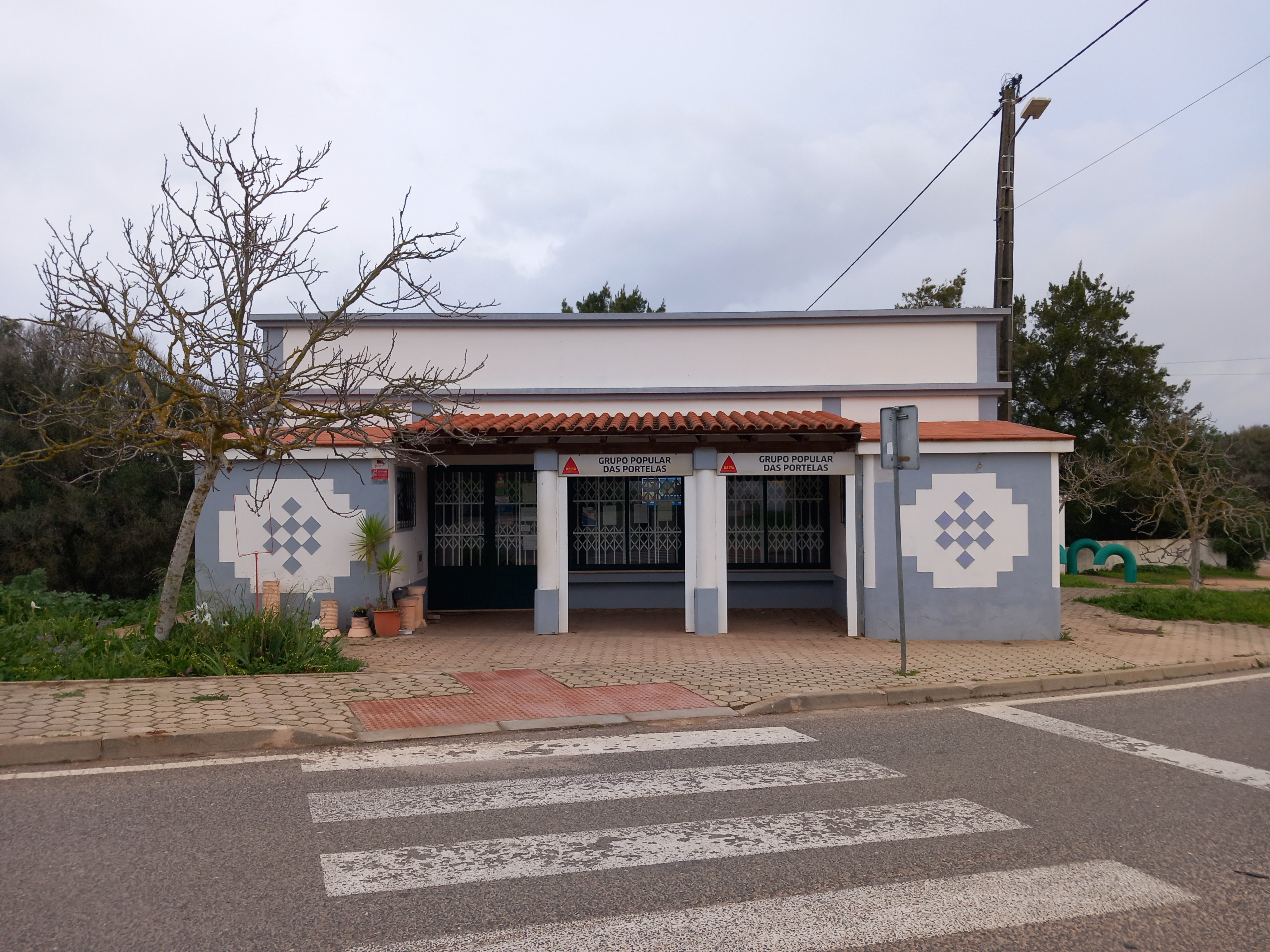
Sede do Grupo Popular das Portelas, em 2024.